# Sylvestre Amoussou
Sylvestre Amoussou (Cotonou, 31 dicembre 1964) è un attore e regista beninese naturalizzato francese.

## Biografia
Sylvestre Amoussou vive in Francia da una ventina di anni. Ha cominciato la sua carriera come attore.

## Filmografia

### Attore
- Élisa, regia di Jean Becker (1995)
- Fantôme avec chauffeur, regia di Gérard Oury (1996)
- Delphine 1, Yvan 0, regia di Dominique Farrugia (1996)
- Paris selon Moussa, regia di Cheik Doukouré (2003)
- Rire et Châtiment, regia di Isabelle Doval (2003)
- Le Grand Appartement, regia di Pascal Thomas (2006)
- Africa Paradis, regia di Sylvestre Amoussou (2006)
- Un pas en avant - Les dessous de la corruption, regia di Sylvestre Amoussou (2011)
- Benvenuto a Marly-Gomont (Bienvenue à Marly-Gomont), regia di Julien Rambaldi (2016)
- Ha i tuoi occhi (Il a déjà tes yeux), regia di Lucien Jean-Baptiste (2016)
- L'orage africain: un continent sous influence, regia di Sylvestre Amoussou (2017)

### Regista
- Africa Paradis (2006)
- Un pas en Avant (2011)
- L'Orage africain : Un continent sous influence (2017)